# Natation handisport
La natation handisport est un sport dérivé de la natation. La natation est à la fois un loisir, une activité de rééducation et un sport pour les personnes handicapées.
Au niveau international c'est directement le Comité international paralympique (IPC) qui est la fédération de référence. En France, la Fédération française handisport (FFH) a reçu délégation le 31 décembre 2016 du ministère des Sports pour organiser la pratique de la natation handisport.

## Règles
La natation handisport respecte les règles établies par la Fédération internationale de natation, adaptées pour tenir compte du handicap des sportifs.
Si l'athlète ne peut pas utiliser le plot de départ, il peut prendre le départ directement dans l'eau. Il peut aussi être soutenu dans l'eau par un assistant avant le départ.
Chaque nageur déficient visuel est averti avant de faire un virage ou un relais par un assistant qui le touche avec une perche au bout rembourré. Tout nageur doit être évalué pour que l'on puisse lui attribuer une catégorie (entre 1 et 13, 1 étant le handicap le plus fort et 13 le plus faible).
Les épreuves de courses sont les suivantes :
- 50 m, 100 m, 200 m et 400 m nage libre
- 50 m et 100 m dos
- 50 m et 100 m brasse
- 50 m et 100 m papillon
- 150 m trois nages
- et 200 m quatre nages
- relais 4 × 50 m et 4 × 100 m nage libre
- relais 4 × 50 m et 4 × 100 m quatre nages

## Classification des nageurs

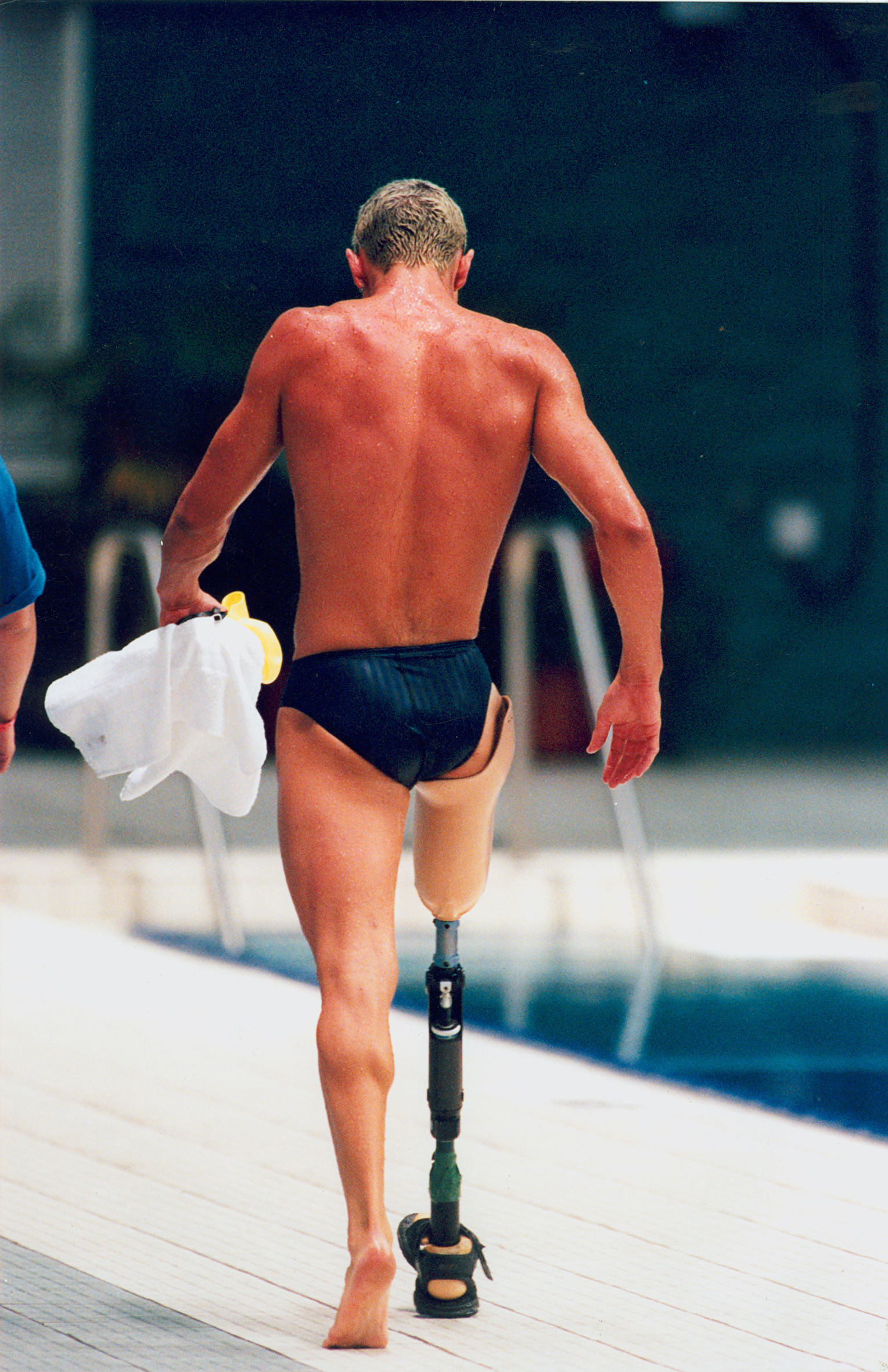
L'Australien, médaille d'argent à l'épreuve de nage libre catégorie S7 aux Jeux de 1996 à Atlanta.

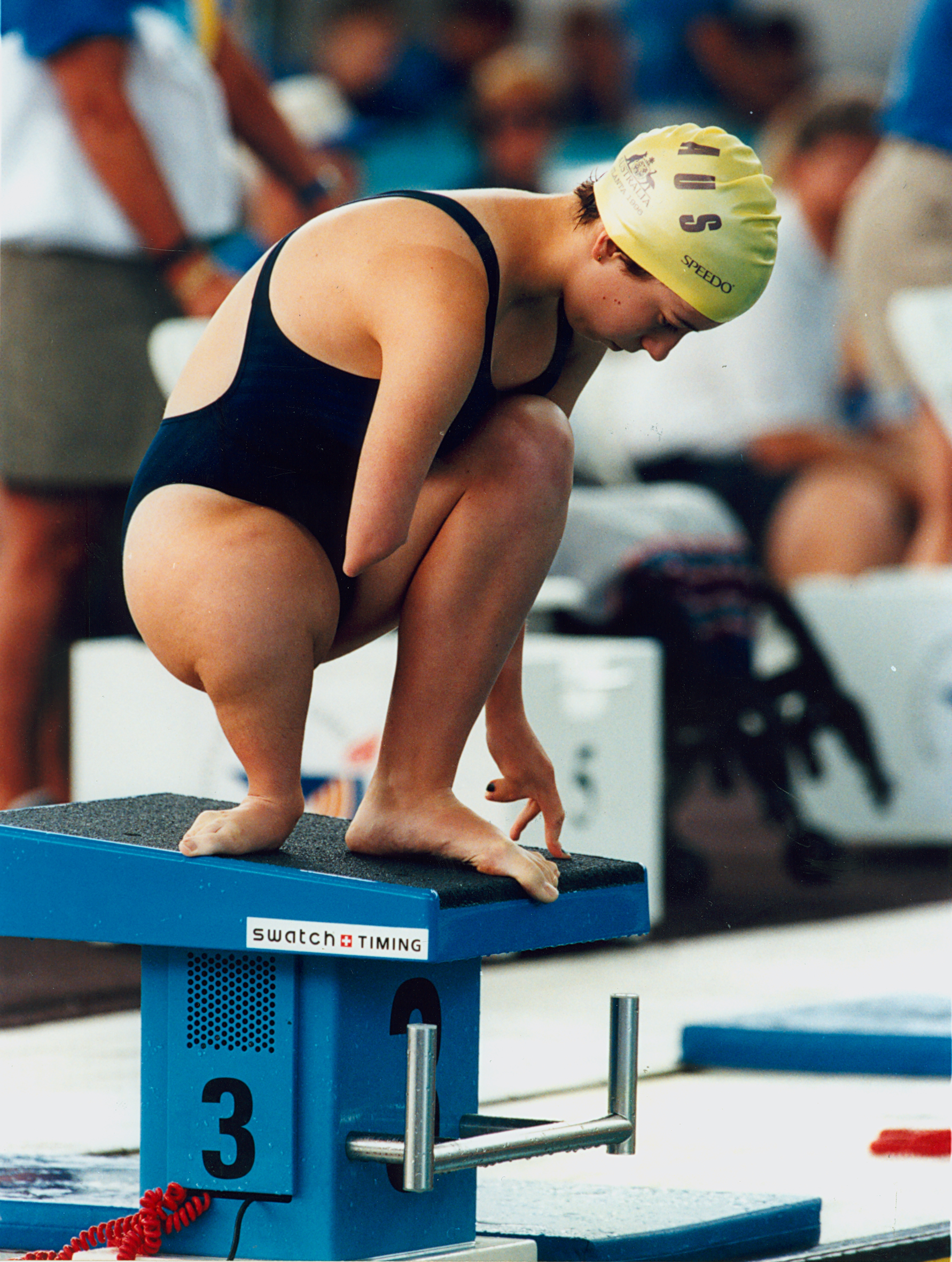
Nageuse australienne aux Jeux de 1996.

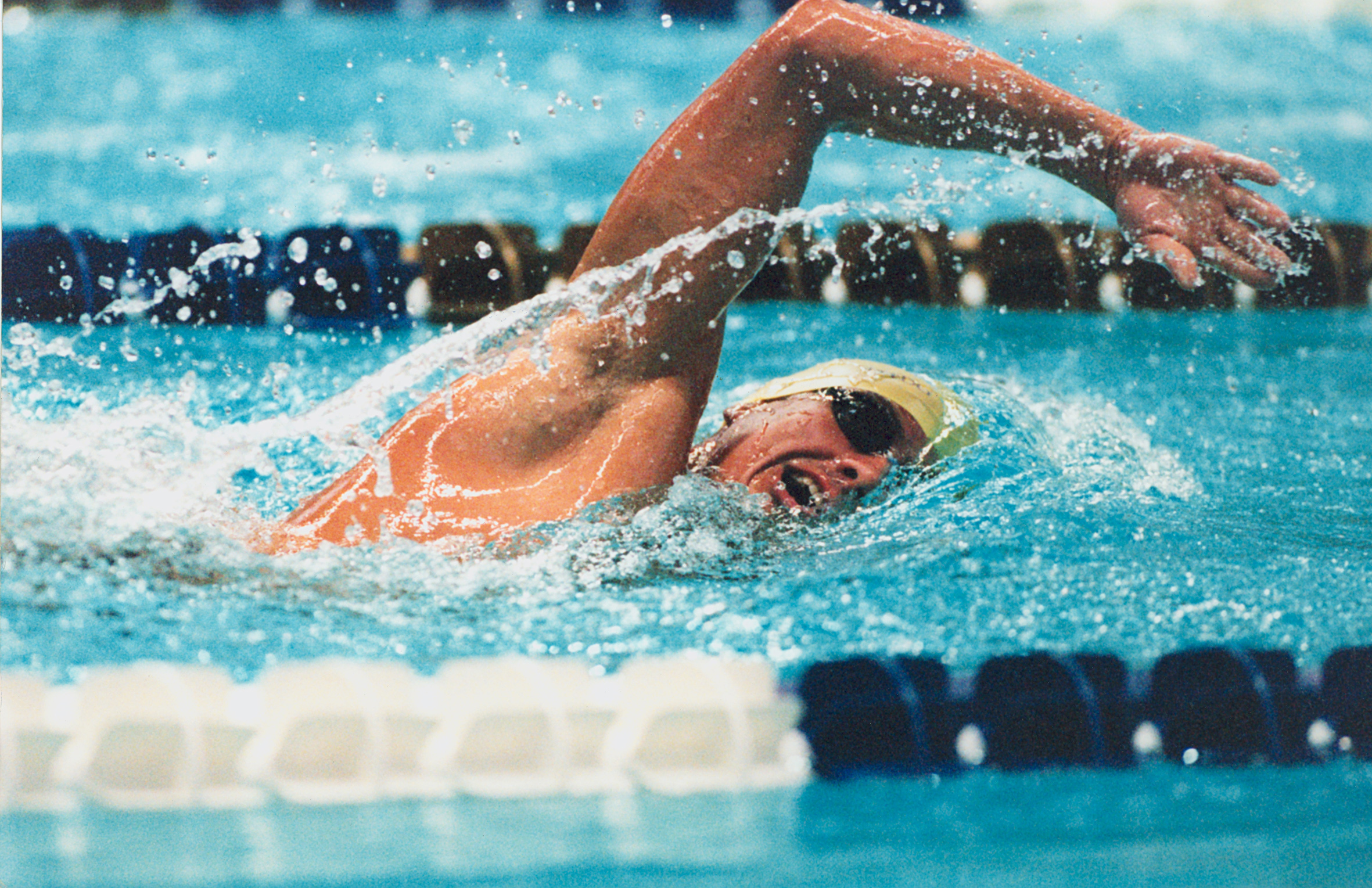
Le nageur australien malvoyant Jeff Hardy (S12).

Dans chaque discipline, les athlètes sont classés en catégories selon leur handicap. Les catégories commençant par S désignent la nage libre, le dos et le papillon, celles commençant par SB désignent la brasse et celles commençant par SM désignent le 4 nages.
Les handicapés moteurs sont classés en dix catégories S et SM (S1 à S10 et SM1 à SM10) et en neuf catégories SB (SB1 à SB9) selon leurs capacités fonctionnelles. La catégorie 1 correspond au degré de handicap le plus sévère.
Les déficients visuels sont classés en trois catégories : 11 (S11, SB11 et SM11), 12 (S12, SB12 et SM12) et 13 (S13, SB13 et SM13). Les athlètes classés 11 sont aveugles et ceux classés 12 ou 13, malvoyants.
Les athlètes sourds et malentendants sont classés en catégorie S15, SB15 et SM 15. Cette catégorie n'est toutefois pas incluse aux Jeux paralympiques.
On a ainsi le tableau récapitulatif suivant,, :
| Nage libre, dos et papillon (S) et 4 nages (SM) | Nage libre, dos et papillon (S) et 4 nages (SM) | Brasse (SB)         | Brasse (SB)         |
| Catégorie                                       | Observations | Catégorie           | Observations        |
| Handicaps physiques                             | Handicaps physiques | Handicaps physiques | Handicaps physiques |
| ----------------------------------------------- | --- | ------------------- | ------------------- |
| S1 - SM1                                        | Handicaps les plus lourds. Handicaps lourds des quatre membres, voire du tronc également ; cela inclut les athlètes ne pouvant se déplacer dans l'eau que par des mouvements d'épaule, sur le dos. Exemple : le Grec Christos Tampaxis (en). | SB1                 | idem                |
| S2 - SM2                                        | Grave difficultés de coordination des quatre membres ; ou athlètes ayant l'usage de leur bras mais aucun usage des mains, des jambes ou du tronc. Exemple : le Britannique Jim Anderson (en), atteint d'infirmité motrice cérébrale. | SB1                 | idem                |
| S3 - SM3                                        | Similaire au S2, mais niveau de handicap moins lourd. Exemple : la Singapourienne Yip Pin Xiu, atteinte de dystrophie musculaire. | SB2                 | idem                |
| S4 - SM4                                        | Athlètes ayant l'usage de leurs bras, une faiblesse aux mains et aucun usage de leur tronc et jambes ; ou difficultés de coordination affectant les quatre membres et en particulier les jambes ; ou perte / amputation de trois membres. Exemples : le Français David Smétanine, tétraplégique ; la Japonaise Mayumi Narita (en), atteinte de myélite et quadraplégique. | SB3                 | idem                |
| S5 - SM5                                        | Athlètes ayant le plein usage de leurs bras et mains, mais aucun usage de leur tronc et jambes ; ou difficultés moins sévères de coordination des quatre membres. Exemples : le Chinois He Junquan (en), qui n'a pas de bras ; la Française Béatrice Hess, atteinte d'infirmité motrice cérébrale. | SB4                 | idem                |
| S6 - SM6                                        | Athlètes ayant le plein usage de leurs bras et de leurs mains, un usage limité de leur tronc, et aucun usage de leurs jambes ; ou difficultés moindres de coordination des quatre membres ; ou perte totale d'usage d'un bras et d'une jambe du même côté du corps ; ou athlètes nains. Exemples : le Britannique Sascha Kindred (en), atteint d'infirmité motrice cérébrale sur la partie droite du corps ; la Néerlandaise Mirjam de Koning (en), paraplégique ; la Britannique Ellie Simmonds, athlète naine qui remporta deux médailles d'or aux Jeux de 2008 à l'âge de 13 ans. | SB5                 | idem                |
| S7 - SM7                                        | Athlètes ayant le plein usage de leurs bras et tronc, et un usage partiel de leurs jambes ; ou faiblesse ou problèmes de coordination d'un côté du corps ; ou perte d'usage majeure de deux membres. Exemple : l'Australienne Katrina Porter (en), atteinte d'arthrogrypose. | SB6                 | idem                |
| S8 - SM8                                        | Athlètes ayant le plein usage de leurs bras et tronc et un usage partiel de leurs jambes (supérieur à la catégorie 7) ; ou perte de deux membres. Exemple : l'Américaine Jessica Long, amputée des deux jambes. | SB7                 | idem                |
| S9 - SM9                                        | Sévère handicap à un membre, ou perte d'un membre ; ou légers problèmes de coordination. Exemple : la Sud-Africaine Natalie du Toit, amputée de la jambe gauche, qui a également pris part aux Jeux olympiques (avec une prothèse). | SB8                 | idem                |
| S10 - SM10                                      | Légère faiblesse aux jambes ; ou mouvements restreints au niveau du bassin ; ou handicap des deux pieds ; ou handicap léger d'une partie d'un membre. Exemples : l'Australien Rick Pendleton (en), né sans main gauche, ou l'Australien Matthew Cowdrey, né sans avant-bras gauche. | SB9                 | idem                |
| Autres handicaps                                | |                     |                     |
| S11 à S13                                       | Cécité (11) ou handicap visuel. Les athlètes aveugles portent des lunettes de natation noircies pour s'assurer de leur égalité. Puisqu'ils ne peuvent voir le bord du bassin, un assistant le leur indique d'une tape sur la tête. | SB11 à SB13         | idem                |
| S14                                             | Handicap mental. | SB14                | idem                |
| S15                                             | Déficience auditive. | SB15                | idem                |

## Compétitions et calendrier
La natation est un sport paralympique officiel depuis les Jeux paralympiques de 1960 à Rome, qui sont les premiers Jeux paralympiques à avoir été organisés.
Tous les ans en France :
- Championnat de France N1 (en mars)
- Championnat de France Open des moins de 20 ans (en mai)
- Championnat de France N1/N2 (en juin)
- Championnat de France des Régions (en janvier)

Tous les deux ans :
- Championnat d'Europe (les années impaires)
- ASEAN ParaGames (Asie du sud-est ; les années impaires)

Tous les quatre ans :
- Jeux paralympiques (après les Jeux olympiques)
- Championnats du monde
- Jeux parapanaméricains (région Amériques)